# 283. pr. Kr.
◄ | 4. stoljeće pr. Kr. | 3. stoljeće pr. Kr. | 2. stoljeće pr. Kr. | ►
◄ | 310-ih pr. Kr. | 300-ih pr. Kr. | 290-ih pr. Kr. | 280-ih pr. Kr. | 270-ih pr. Kr. | 260-ih pr. Kr. | 250-ih pr. Kr. | ►
◄◄ | ◄ | 286. pr. Kr. | 285. pr. Kr. | 284. pr. Kr. | 283 pr. Kr. | 282. pr. Kr. | 281. pr. Kr. | 280. pr. Kr. | ► | ►►
Astronomija

## Smrti
- Demetrije I. Poliorket, makedonski kralj
- Ptolemej I. Soter, vojskovođa Aleksandra Velikog, kasnije egipatski kralj (305. pr. Kr. – 285. pr. Kr.) (* 367. pr. Kr.)
- Čanakja, indijski filozof, ministar